# French Tech 120
La French Tech 120 (FT120), est un programme d’accompagnement du gouvernement français consacré aux start-ups en phase d’hyper-croissance qui pourraient voir un développement à l'échelle globale.
Le FT120 accompagne les entreprises en hyper-croissance sur les plans administratif, financier et salarial à travers des contacts privilégiés, des guichets uniques et des plateformes dédiées avec l'aide des start-up managers de la Mission French Tech. Selon La Tribune, il s'agit avant tout d'un label symbolique, à l'instar du Next40.

## Histoire
Initié en septembre 2019 par Emmanuel Macron, alors président de la République, et le premier ministre Édouard Philippe, le FT120 apporte un soutien aux start-ups supposées pouvoir devenir des leaders technologiques de rang mondial,. Pour sa première promotion, 123 entreprises en développement bénéficient de ce label.
En 2020, le FT120 regroupe 123 entreprises françaises. 40 parmi elles sont issues de la sélection du Next40 et sont dévoilées le 18 septembre 2019.
La seconde édition des FT120 et Next 40 accueille 30 nouveaux entrants, lors des promotions de 2021.
La liste des 120 start-ups sélectionnées pour bénéficier du programme d'accompagnement est communiquée le 19 février 2023.

## Critères de sélection
Les critères pour être labellisé sont d'effectuer une augmentation de capital supérieure à 23 millions d'euros ou d'obtenir un chiffre d'affaires en croissance de plus de 30 % sur les trois dernières années, avec un minimum de 8 millions d'euros.